# 패러렐즈
패러렐즈(Parallels, Inc.)는 미국, 독일, 영국, 프랑스, 일본, 중국, 러시아, 우크라이나에 사무소를 둔 사유 가상화 기술 회사이다. 2010년 기준으로 700명 이상의 직원이 있다.

## 관련 제품
- 패러렐즈 데스크톱 for Mac
- 패러렐즈 데스크톱 for Chrome OS
- 패러렐즈 데스크톱 4 (윈도, 리눅스)
- 패러렐즈 서버
- 패러렐즈 서버 포 맥
- 패러렐즈 Virtuozzo Containers
- OpenVZ
- Plesk
- HSPcomplete
- 컴프레서 서버(Compressor Server)
- 컴프레서 워크스테이션(Compressor Workstation)
- PEM
- 패러렐즈 인프라스트럭처 매니저(Parallels Infrastructure Manager)
- 패러렐즈 오토메이션(Parallels Automation)

## 같이 보기
- 하이퍼바이저
- 가상 머신